# Linux Standard Base
Pour les articles homonymes, voir LSB.

Linux Standard Base

La Linux Standard Base (abréviation : LSB) est un projet joint par nombre de distributions Linux sous la structure organisationnelle de la Linux Foundation afin de concevoir et standardiser la structure interne des systèmes d'exploitation basés sur GNU/Linux.

## Application
La LSB est basée sur les spécifications POSIX, la SUS, ainsi que sur d'autres nombreux standards ouverts, mais l'étend dans certains domaines.

D'après la Linux Foundation :

« Le but de la LSB est de développer et promouvoir un ensemble de standards qui augmenteront la compatibilité entre les différentes distributions Linux et permettront aux applications de s'exécuter sur n'importe quel système conforme à la LSB. De plus, la LSB aidera à coordonner les efforts des vendeurs de logiciels pour porter et réaliser des produits pour Linux. »

La conformité d'un produit à la LSB doit être certifiée par une procédure dont la réalisation est de la responsabilité de l'Open Group en coopération avec la Fondation Linux.
La LSB spécifie, par exemple :
- un ensemble de bibliothèques standards ;
- un nombre de commandes et d'utilitaires qui étendent le standard POSIX ;
- la structure de la hiérarchie du système de fichiers ;
- les différents run levels ;
- plusieurs extensions à X Window System.

La commande lsb_release -a permet d'identifier facilement la distribution active sur une machine inconnue à laquelle vous seriez confrontés :

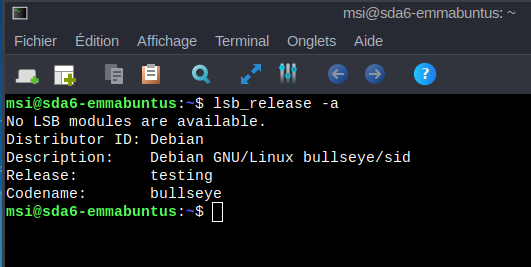

Exemple de retour de la commande : lsb_release -a dans un émulateur de terminal en mode graphique.

## Critiques
La Linux Foundation a été critiquée,,, pour son manque de considération pour les projets autres que ceux de ses membres, en particulier la distribution Debian. Par exemple, la LSB spécifie que les paquets doivent être au format RPM, qui a été inventé bien après le format deb. Les développeurs de Debian n'abandonnent pas ce format spécifique qu'ils considèrent comme supérieur.
Le standard ne dicte pas quel format de paquet ni quel gestionnaire de paquet le système d'exploitation doit utiliser, mais simplement quel format de paquet doit être compatible et ce, afin de rendre les paquets de toute distribution utilisables par les systèmes conformes.
C'est pourquoi — Debian incluant le support de la LSB (en version 3.2) depuis sa version 5.0 (Lenny) — l'utilisateur averti peut utiliser le programme alien pour convertir les paquets RPM dans le format debian (.deb) afin de les installer sur le système.
Ulrich Drepper, le principal contributeur et mainteneur de la glibc a critiqué la LSB pour l'insuffisance — selon lui — de ses tests ; insuffisances qui peuvent causer une incompatibilité entre différentes distributions certifiées.